# Канова (Бергамо)
Канова је насеље у Италији у округу Бергамо, региону Ломбардија.
Према процени из 2011. у насељу је живело 58 становника. Насеље се налази на надморској висини од 301 м.